# Megalepthyphantes turkestanicus
Megalepthyphantes turkestanicus là một loài nhện trong họ Linyphiidae.
Loài này thuộc chi Megalepthyphantes. Megalepthyphantes turkestanicus được Andrei V. Tanasevitch miêu tả năm 1989.